# 有馬理絵
有馬 理絵（ありま りえ、3月30日 - ）は、日本のクラリネット奏者。

## 人物
奈良県奈良市出身。12歳よりクラリネットを始める。奈良市立春日中学校、奈良県立平城高等学校を経て、1997年、京都市立芸術大学を首席で卒業。音楽学部賞を受賞。読売新聞社新人演奏会、朝日新聞社推薦演奏会、ヤマハ管楽器新人演奏会に出演。同年、東京藝術大学大学院に入学。1999年、同大学院を修了。朝比奈千足、村瀬二朗、村井祐児、鈴木良昭、三界秀実の各氏に師事した。
第68回日本音楽コンクールクラリネット部門入選。第18回日本管打楽器コンクールクラリネット部門入賞。現在、日本各地でオーケストラ、吹奏楽、ソロ、室内楽等プレイヤーとして幅広く活躍。NHK-FM「名曲リサイタル」、宮崎国際室内音楽祭、清里音楽祭、アフィニス夏の音楽祭、トンヨン国際音楽祭等に出演。また、「知られざる作品を広めるコンサート」シリーズに出演し、レベッカ・クラーク、マリオ・カステルヌオーヴォ＝テデスコの作品を演奏。その他ズーラシアンブラス、アールレスピランのメンバーとして現代音楽作品、新曲初演を数多く手がける。
2007年、東京佼成ウインドオーケストラに入団し現在に至る。。洗足学園音楽大学非常勤講師。

## 参加作品
- スティングコンサートツアー「シンフォニシティー・ツアー 2011」（STING SYMPHONICITY TOUR 2011）
- イル・ディーヴォコンサートツアー「ジャパンツアー2012」（IL DIVO JAPAN TOUR 2012）
- 映画「桜田門外の変」（2010年）
- 映画「渾身KON-SHIN」（2013年）
- ミュージカル劇団四季「リトルマーメイド」
- 映画 特別上映版「鬼滅の刃」兄妹の絆（2019年）

## メディア出演
- NHK教育テレビジョン（Eテレ）「ららら♪クラシック」
- NHK-BS「クラシック倶楽部」
- テレビ朝日系列「題名のない音楽会」
- NHK-FM「吹奏楽のひびき」
- NHK『明日へ』東日本大震災復興支援ソング「花は咲く」プロジェクト
- NHK-BSプレミアム「しずかちゃんとパパ」2022年3月20日 第２話「聞こえない音楽会」